# Nils Peter Lindeström
Nils Peter Lindeström, född 7 februari 1811, död 26 mars 1864 i Katarina församling, Stockholms stad, var en svensk fabrikör och riksdagsledamot.

## Biografi
Nils Peter Lindeström föddes 1811. Han var son till kontraktsprosten Johannes Lindeström i Hulterstads församling och Anna Margareta Bovallius. Lindeström blev 1830 student vid Uppsala universitet och kom att arbeta som kemisk-teknisk fabrikör. Han var riksdagsledamot för borgarståndet i Stockholms stad vid riksdagen 1859–1860 och riksdagen 1862–1863. Lindeström avled 1864 i Stockholm.